# 青森三菱自動車販売
青森三菱自動車販売株式会社（あおもりみつびしじどうしゃはんばい）は、青森県青森市に本社を置く、三菱自動車のディーラー（旧：ギャラン店）である。
ここでは、同社全額出資子会社である東奥三菱自動車販売株式会社（とうおうみつびしじどうしゃはんばい/旧：カープラザ店）も併せて記載する。

## 概要
青森県内において、三菱車の新車・中古車の販売などを行っている。
また、現代自動車（ヒュンダイ）の正規ディーラーとして「ヒュンダイ青森」を運営しているほか、青森三菱・東奥三菱の各拠点でもヒュンダイ車を取り扱っている。

## 沿革
- 1960年8月 - 青森三菱自動車販売を設立。
- 1985年2月 - 東奥三菱自動車販売を設立。

## 拠点
青森三菱の店舗
- 本社・青森西バイパス店／青森市新城字平岡397-20
- 青森東店／青森市浪打2-11-17
- 問屋町店／青森市第二問屋町3-2-8
- 弘前店／弘前市高崎1-8-3
- 黒石店／黒石市追子野木3-267-2
- 五所川原店／五所川原市姥萢字船橋247-1
- 十和田店／十和田市三本木字北平195
- 八戸下長店／八戸市下長3-19-5
- むつ店／むつ市大平町3-3
- ヒュンダイ青森／弘前市高崎1-7-1

東奥三菱の店舗
かつては4店舗が展開されたが、八戸以外の店舗は青森三菱の各拠点に統合されている。
- 八戸駅通店（旧：カープラザ八戸）／八戸市長苗代字前田29-2